# Ron Popma
Rinze Adriaan (Ron) Popma (Drachten, 7 december 1941) is een voormalige internationale sporter, die zich aanvankelijk toelegde op de atletiek. Later stapte hij over op squash. In beide disciplines is hij voor het Oranjeteam uitgekomen.

## Squash
In de jaren zeventig speelde Popma squash, in dezelfde tijd als Robert Anjema.

## Atletiek
Als atleet legde Ron Popma, die lid was van de Haagse atletiekvereniging Vlug en Lenig, zich toe op de sprintnummers, waarop hij in de jaren zestig naam maakte. Als een van de vier atleten van de 4 x 100 m estafetteploeg van zijn club veroverde hij in 1964 de nationale clubtitel. Een jaar later vestigde hij als lid van de nationale estafetteploeg tweemaal een nationaal record op de 4 x 100 m. In beide jaren was hij tevens dubbelkampioen (100 én 200 m) van Zuid-Holland.

## Persoonlijke atletiekrecords
| Discipline | Prestatie | Datum            | Plaats    |
| ---------- | --------- | ---------------- | --------- |
| 100 m      | 10,6 s    | 14 augustus 1965 | Groningen |
| 200 m      | 21,5 s    | 15 augustus 1965 | Groningen |

## Golf
In 1975 werd hij lid van Orange All Stars, waar hij met andere oud-internationals golf speelde, maar pas rond zijn veertigste begon hij serieus te spelen en al gauw had hij hcp 4.
Popma is lid op Broekpolder en Rozenstein, wat dicht bij zijn huis ligt. Op Broekpolder wordt hij clubkampioen in 1991, en seniorenkampioen in 1997 en 1998 en 2008.

## Trivia
- Ron Popma, die in Wassenaar een im- en exportbedrijf heeft in bakkerijgrondstoffen, dankt zijn roepnaam 'Ron' aan een neef die dezelfde voornaam heeft als hij: Rinze.